# NGC 4612
NGC 4612 é uma galáxia lenticular (SB0) localizada na direcção da constelação de Virgo. Possui uma declinação de +07° 18' 53" e uma ascensão recta de 12 horas, 41 minutos e 32,8 segundos.
A galáxia NGC 4612 foi descoberta em 23 de Janeiro de 1784 por William Herschel.